# Симонянц, Сергей Липаритович
Симонянц Сергей Липаритович (р. 29 января 1950 года, Грозный) — советский и российский учёный. В 1972 году окончил Грозненский нефтяной институт, в 1976 году — аспирантуру Всесоюзного научно-исследовательского института буровой техники (ВНИИБТ). Доктор технических наук. Профессор.
С 1972 по 2007 годы работал в ОАО НПО «Буровая техника» — ВНИИБТ, г. Москва. С 2006 года работает в Российском государственном университете нефти и газа им. И. М. Губкина, Москва: профессор кафедры бурения нефтяных и газовых скважин.

## Биография
Родился 29 января 1950 года в Грозном в семье известного ученого-нефтяника и педагога Липарита Еносовича Симонянца (1915—1999), доктора технических наук, профессора, заведующего кафедрой Грозненского нефтяного института, заслуженного деятеля науки и техники РСФСР и ЧИАССР.
В 1972 году с отличием окончил нефтемеханический факультет Грозненского нефтяного института и поступил в очную аспирантуру Всесоюзного научно-исследовательского института буровой техники (ВНИИБТ) в Москве.
С 1972 по 2007 годы работал в ОАО НПО «Буровая техника» — ВНИИБТ, Москва: аспирант, научный сотрудник, заведующий лабораторией, отделом, начальник управления ВЭД.
Научный руководитель — доктор технических наук, профессор Ролен Арсеньевич Иоаннесян (1907—1995) — выдающийся советский учёный и изобретатель, создатель многоступенчатого турбобура.
Кандидатская диссертация — «Исследование и разработка системы демпфирования вибраций турбобура для улучшения показателей бурения», докторская диссертация — «Научное обоснование целевой модернизации техники и технологии турбинного бурения».
С 2006 года работает в Российском государственном университете нефти и газа им. И. М. Губкина, Москва: профессор кафедры бурения нефтяных и газовых скважин.

## Деятельность
Исследовал проблемы устойчивости работы турбобуров при бурении скважин. Разработал систему демпфирования вибраций турбобура, направленную на повышение технико-экономических показателей турбинного бурения за счет снижения уровня динамических нагрузок.
Разработал методические основы проектирования и выбора рациональных энергетических характеристик турбобуров. Организовал широкое внедрение турбобуров с рациональной характеристикой ТРХ при бурении скважин на нефтяных месторождениях Западной Сибири в буровых предприятиях одиннадцати производственных объединений Миннефтепрома СССР: «Белоруснефть», «Ноябрьскнефтегаз», «Нижневартовскнефтегаз», «Укрнефть», «Куйбышевнефть», «Томскнефть», «Саратовнефтегаз», «Красноленинскнефтегаз», «Когалымнефтегаз», «Татнефть», «Башнефть». Всего в 1985—1990 гг. турбобурами ТРХ было пробурено более 10 млн метров. Годовой экономический эффект, рассчитанный по утвержденной Миннефтепромом методике, составлял около 2 млн рублей (советских).
Создал научно-методические основы целевой системной модернизации серийных турбобуров, позволившей осуществить оптимизацию режимов турбинного бурения за счет разработки новых технических средств и применения принципов унификации и апгрейда.
Разработал высокомоментную асимметричную турбину ТВМ, стабилизированный шпиндель ШС, модернизированные осевые опоры РМ, высокомоментную турбину ТСА пониженной осевой высоты, организовал их внедрение при турбинном бурении глубоких скважин алмазными долотами на нефтяных месторождениях РУП ПО «Белоруснефть».
Разработал современную методику расчета и выбора рациональных типов гидравлических забойных двигателей для бурения скважин.
Подготовил к защите диссертаций двух докторов и пять кандидатов технических наук. Подготовил к выпуску более 150 бакалавров, специалистов и магистров по специальности «Бурение нефтяных и газовых скважин» направления «Нефтегазовое дело».
Действительный член (Академик) Российской академии естественных наук — РАЕН.
Действительный член Международной Академии технологических наук РФ.
Член диссертационных советов при РГУ нефти и газа (НИУ) имени И. М. Губкина и при ООО «Газпром ВНИИГАЗ». В 2009—2018 был членом экспертного совета ВАК Минобрнауки РФ по проблемам нефти и газа.
Главный редактор научно-технического журнала «Вестник Ассоциации буровых подрядчиков», член экспертного совета журнала «Строительство нефтяных и газовых скважин на суше и на море».
Дважды Лауреат премии им. акад. И. М. Губкина (1989, 2018), «Почетный нефтяник» (1998), «Почетный работник топливно-энергетического комплекса» (2000), «Почетная серебряная медаль В. И. Вернадского, РАЕН» (2010), «Золотая медаль За вклад в развитие РАЕН» (2025 г.). Награждён медалью «В память 850-летия Москвы» (1997),

## Научные труды
Автор более 200 научных работ и патентов, в основном в области техники и технологии турбинного бурения нефтегазовых скважин, в том числе 4 монографий, 10 учебников и учебно-методических пособий, 16 патентов.
Наиболее известные работы:
Монографии и учебные пособия:
- Modern turbine drilling. Rockville, Maryland, USA. Terraspace Inc., 1981. 355 p. (соавт. Иоанесян Ю. Р., Василенко А. А., Мациевский В. П.).
- Многосекционные турбобуры. Киев. Техника, 1984. 152 с. (соавт. Иоанесян Ю. Р., Мациевский В. П., Петрук Н. В.).
- Проблемы модернизации турбинного бурения. Тюмень. Вектор-Бук, 2003. 136 с.
- Технология бурения скважин гидравлическими забойными двигателями. Н. Новгород. «Вектор ТиС», 2007. 160 с.
- Технология бурения нефтяных и газовых скважин. Тюмень. ТюмГНГУ, 2014. Учебник в 5-ти томах. (с соавторами).
- Совершенствование технологического процесса углубления скважины. М. Издательский центр РГУ нефти и газа им. И. М. Губкина, 2014. 184 с. (соавт. Леонов Е. Г.).
- Практическая подготовка студентов-буровиков. М. Изд. центр РГУ нефти и газа (НИУ) имени И. М. Губкина, 2017. 162 с. (соавт. Оганов А. С.).
- Инновационные смеси и технологии первичного цементирования скважин. М. МАКС Пресс, 2018. 296 с. (соавт. Самсоненко Н. В.).
- Бурение скважин гидравлическими забойными двигателями. М. РГУ нефти и газа (НИУ) имени И. М. Губкина, 2018. 208 с.
- Буровые станки и бурение скважин. Тюмень. ТИУ, 2019. 425 с. (с соавторами).
- Выбор гидравлических забойных двигателей для бурения скважин. М., РГУ нефти и газа (НИУ) имени И. М. Губкина. 2023. 81 с. (соавт. Гуринович А. В.).

Статьи в научно-технических журналах:
- Аналитическое определение оптимальных параметров турбины турбобура с наклонной линией давления. Нефтяное хозяйство, 1972, № 7. С. 11-13. (соавт. Ледяшов О. А.).
- Исследование динамики турбобуров на стенде. Тр. ВНИИБТ, 1977, № 42. С. 75-78.
- Аналитическое исследование устойчивости работы турбобура. Тр. ВНИИБТ, 1977, № 42. С. 97-104.
- Промысловые испытания турбобуров с гидродемпфером. Нефтяное хозяйство, 1978, № 6. С. 15-16. (соавт. Кузин Б. В.).
- Гашение вибраций в турбинном бурении. Нефтяное хозяйство, 1982, № 11. С. 13-14. (соавт. Плисак В. Ф.).
- Об оценке эффективности гидравлических забойных двигателей разных типов. Тр. ВНИИБТ, 1983, № 58. С. 139—143.
- Об оптимизации режимов бурения глубоких скважин. Тр. ВНИИБТ, 1984, № 59. С. 186—190.
- Сравнительные испытания новых шпинделей турбобуров. Нефтяное хозяйство, 1984, № 10. С. 20-22. (соавт. Иоанесян Ю. Р., Меркушев В. Д., Несмеянов Г. Н., Сыроваткин Л. В.).
- Определение оптимальных параметров режима турбинного бурения. Тр. ВНИИБТ, 1985, № 61. С. 9-13. (соавт. Симонянц Л. Е.).
- Принцип адекватности энергетической характеристики турбобуров. Тр. ВНИИБТ, 1988, № 66. С. 76-80.
- Использование метода расплывчатых множеств для определения рациональных частот вращения долота. Тр. ВНИИБТ, 1989, № 67. С. 109—115. (соавт. Оганов Г. С.).
- Вопросы выбора эффективного способа, режима и технических средств бурения. Строительство нефтяных и газовых скважин на суше и на море, 1997, № 1. С. 8-10.
- Испытания высокомоментной турбины ТВМ-195 в Светлогорском УБР. Строительство нефтяных и газовых скважин на суше и на море, 2004, № 8. С. 17-18. (соавт. Курумов Л. С., Асадчев А. С., Бутов Ю. А., Большаков Ю. А.).
- Апгрейд турбобура. Строительство нефтяных и газовых скважин на суше и на море, 2004, № 8. С. 11-12.
- Актуальные проблемы турбинного бурения. Строительство нефтяных и газовых скважин на суше и на море, 2006, № 2. С. 2-5.
- Успехи, проблемы и перспективы турбинного бурения. Строительство нефтяных и газовых скважин на суше и на море, 2009, № 4. С. 3-5.
- Проблемы создания турбобуров высокой мощности. Вестник Ассоциации буровых подрядчиков, 2009, № 2. С. 37-39. (соавт. Литвяк В. А.).
- О выборе рациональных типов буровых долот. Вестник Ассоциации буровых подрядчиков, 2010, № 3. С. 15-17. (соавт. Салихов М. С.).
- Применение импрегнированных алмазных долот с турбобурами повышенной мощности. Вестник Ассоциации буровых подрядчиков, 2011, № 1. С. 7-9. (соавт. Мнацаканов И. В.).
- Промысловые испытания турбобура Neyrfor с алмазным долотом. Вестник Ассоциации буровых подрядчиков, 2011, № 3. С. 6-7. (соавт. Золотухин С. П., Яковлев В. В., Мнацаканов И. В.).
- Проектирование турбины турбобура повышенной мощности для бурения алмазными долотами. Строительство нефтяных и газовых скважин на суше и на море, 2011, № 12. С. 19-23. (соавт. Шумилов В. П., Литвяк В. А., Мнацаканов И. В.).
- Турбобуры ВНИИБТ — актуальная основа современной техники турбинного бурения. Вестник Ассоциации буровых подрядчиков, 2013, № 1. С. 17-19. (соавт. Шумилов В. П., Литвяк В. А.).
- Материалы и технология цементирования обсадных колонн в соленосных отложениях. Строительство нефтяных и газовых скважин на суше и на море, 2014, № 8. С. 42-46. (соавт. Самсоненко А. В., Самсоненко Н. В.).
- Инновационные технологии для повышения качества цементирования обсадных колонн в нефтегазовых скважинах. Строительство нефтяных и газовых скважин на суше и на море, 2016, № 7. С. 42-47. (соавт. Самсоненко А. В., Самсоненко Н. В.).
- Турбобур и винтовой забойный двигатель: диалектика развития. Российская нефтегазовая техническая конференция и выставка SPE, 2016. 16 с.
- О статистическом подходе к исследованию буровых процессов. Строительство нефтяных и газовых скважин на суше и на море, 2018, № 4. С. 19-22. (соавт. Ганджумян Р. А.).
- Стимулирование процесса бурения верхним силовым приводом с использованием винтового забойного двигателя. Записки Горного института, 2019, т. 238. С. 438—442. (соавт. Аль Тии М.).
- О вращении бурильной колонны при работе винтового забойного двигателя с долотом. Вестник Ассоциации буровых подрядчиков, 2019, № 3. С. 45-48. (соавт. Аль Тии М.).
- Эволюция способов вращательного бурения нефтегазовых скважин. Строительство нефтяных и газовых скважин на суше и на море, 2020, № 4. С. 15-18.
- Применение моторизованного роторного бурения для увеличения скорости углубления скважины. Строительство нефтяных и газовых скважин на суше и на море, 2020, № 8. С. 26-29. (соавт. Аль Тии М.).
- Баланс потребляемой мощности буровой установки при разных способах бурения. Вестник Ассоциации буровых подрядчиков, 2022, № 3. С. 41-42. (соавт. Гуринович А. В., Мартиросян Г. А.).
- Исследование эффективности технологии моторизованного роторного бурения. Строительство нефтяных и газовых скважин на суше и на море, 2023, № 3. С. 5-10. (соавт. Аль-Тии М.). ·